# Eukoenenia brignolii
Eukoenenia brignolii is een spinnensoort in de taxonomische indeling van de Palpigradi.
Het dier komt uit het geslacht Eukoenenia. Eukoenenia brignolii werd in 1979 beschreven door Condé.